# درنده‌ماهیان
درنده‌ماهیان (نام علمی: Erythrinidae) نام یک تیره از راسته تتراسانان است.